# Alexandre Beaudoin
Pour les articles homonymes, voir Beaudoin.
Alexandre Beaudoin (né le 16 février 1978 à Drummondville au Québec) est un chercheur en criminalistique québécois connu pour l'invention d'une technique permettant le développement d'empreintes digitales latentes sur les surfaces poreuses (comme le papier et le carton) sèches ou mouillées. (Oil Red O) 

## Biographie
Le 24 mai 1997, il épouse sa petite amie depuis l'école Secondaire, Amélie Charron. Ensemble, ils ont quatre enfants : Thalie, Elric, Marek et Liam. Après avoir reçu son diplôme de B.Sc. en microbiologie et immunologie de l'Université de Montréal en 2000, il est engagé par la Sûreté du Québec au Service de l'Identité judiciaire comme spécialiste en développement des empreintes latentes au laboratoire. En 2003, il obtient un poste de recherche comme spécialiste en sciences physiques. Il poursuit ces études à temps plein pendant la même période, obtenant un diplôme de M.Sc. en Health Technology Assessment (HTA) & Management en 2009 avec les facultés de médecine de quatre universités différentes : Université de Montréal, Université d'Ottawa, université internationale de Catalogne (Barcelone) et université catholique du Sacré-Cœur (Rome). À partir de 2006, il est professeur invité au Collège Canadien de Police, à l'Ontario Police College (en) pour le développement chimique des empreintes digitales. En 2007, grâce à ses travaux sur le Oil Red O, il remporte le prix reconnaissance en créativité et innovation,. En 2008, il devient le Président de la Société canadienne de l'identité (SCI). En 2008, il est reçu par l'International Fingerprint Research Group (IFRG), où ne sont invités que les chercheurs les plus actifs et créatifs du domaine. En 2010, il fonde et devient président de l'Association québécoise de criminalistique qui regroupe les spécialistes francophones de la criminalistique. En 2016, il devient professeur associé à l'Université du Québec à Trois-Rivières. En 2018, il obtient le poste de Chef du Service de la Criminalistique à la Sûreté du Québec. En 2021, il est élu président de l'International Association for Identification (en) (2021-2022) et obtient son doctorat en science forensique de l'Université de Lausanne. Depuis 2021, il est Directeur général à la Sécurité de l'Etat au Ministère de la Sécurité publique (Québec),.

## Travail
En 2004, Alexandre Beaudoin a réussi, à l'âge de 27 ans, la première révélation d'empreintes digitales latentes au moyen d'une technique qu'il a développée à base de Oil Red O,,. Les recherches se poursuivirent pour intégrer la méthode au sein des séquences standards de développement d'empreintes digitales,.
Il développe ensuite le concept de mini-PTA, sur la base des mini-HTA Danois, qui consiste en l'évaluation des technologies policières (Police Technology Assessment - PTA) dans une optique de favoriser le meilleur achat technologique selon les réalités régionales du corps policier.
Dans le cadre de son doctorat, il écrira une thèse sur ses travaux portant sur l’élaboration d’un indice synthétique d’analyse préacquisition, le "Forensic Assessment of Technologies Effectiveness" (ForATE), qui permet de faire le pont entre les sciences forensiques et la gestion.

## Distinctions
- Cité dans le prestigieux Canadian Who's Who (en), Canada [14]
- Prix Edward-Foster (Société canadienne de l’identité, Canada)
- Distinguished Member (International Association for Identification (en))
- Membre de l'Ordre du mérite des corps policiers (M.O.M.) (Ordre du Canada)[15]
- Intronisé au panthéon francophone de la criminalistique [16]

## Livres
- Alexandre Beaudoin et Daniel Guillemette (d'après l'ouvrage d'André Fontaine), Interventions sur une scène de crime, Montréal, Québec, Éditions André Fontaine, coll. « Enquêtes », 2013, 525 p. (ISBN 978-2-980-80987-3, OCLC 841710332, présentation en ligne)
- Alexandre Beaudoin et Daniel Guillemette, Scène de crime : guide complet pour les policiers (Manuels d'enseignement supérieur), Montréal (Québec) Canada, Editions André Fontaine, 2014, 270 p. (ISBN 978-2-980-80988-0, OCLC 965955919, présentation en ligne).
- Alexandre Beaudoin, Benoit Daoust et Paméla Casault, La criminalistique accessible : guide de survie des empreintes digitales, Montréal, Québec, Canada, Éditions Yvon Blais, 2018, 98 p. (ISBN 978-2-897-30470-6, OCLC 1032282345, présentation en ligne).
- Alexandre Beaudoin et Amélie Charron, Le crime, l'empreinte et la science, Montréal (Québec, Éditions MultiMondes, 2018 (ISBN 978-2-897-73075-8, OCLC 1042956707, présentation en ligne).
- Alexandre Beaudoin et Daniel Guillemette (d'après l'ouvrage d'André Fontaine; Avec la contribution de Me Maxime Laroche), Interventions sur une scène de crime, 2e Edition, Montréal, Québec, Éditions André Fontaine, coll. « Enquêtes », 2019, 525 p. (ISBN 978-2-980-8098-9-7, OCLC 1105146964, présentation en ligne).
- (en) Alexandre Beaudoin, Daniel Guillemette et Laurence McMullen, Essential Guide to Crime Scene Investigation, Montréal, Québec, Éditions André Fontaine, coll. « Enquêtes », 2020, 261 p. (ISBN 978-2-9819317-0-2, présentation en ligne).